# パーティークイズ MEGA Q
『パーティークイズ MEGA Q』（パーティークイズ メガ キュー）は、1993年11月5日にセガ・エンタープライゼス（現・セガ）より発売された、メガドライブ用のクイズゲームソフトである。

## 概要
メガドライブでは数少ないクイズゲームソフトである。 コントローラー接続端子拡張ユニット「セガタップ」を用いて、最大5人での対戦が可能。全体的に、テレビのクイズ番組を意識した構成となっており、クイズの合間には、「セガタップ」や、当時発売されたばかりのコントローラー「ファイティングパッド6B」のCM（1枚の静止画像のみ）が流れたりもした。問題数は3000問。
2007年12月18日より配信していたWii版バーチャルコンソール（VC）以外、汎用的な他ゲーム機種への移植事例が無く、VCも2019年1月31日をもってサービス自体が終了したが、同年9月19日、セガが世界同時発売する復刻系ゲーム機・メガドライブ ミニにプリインストールされる42作品の一つとして収録された（日本版のみ）。両版とも、マルチプレイについては増設コントローラや周辺機器を使うことで対応している。なお、クイズの出題内容は、経年の影響で現在とは全く違った答えになってしまったものや、問題自体が成立しないものもあるが、どちらの版もリリース当時のまま収録されている。

## ルール
すべての問題は四択クイズである。出題時には、問題文と4つの解答の選択肢が同時に表示される（一部の出題形式にて例外有り）。4つの選択肢は、それぞれコントローラーの方向ボタン、Aボタン、Bボタン、Cボタンに割り振られており、プレイヤーは正解と思われる選択肢に対応するボタンを押すことで解答する。なお、多くの問題において、明らかに正解ではない「ボケ」の選択肢が含まれている。制限時間は、一部の出題形式を除き、各問題につき約10秒間。
出題形式によって、いち早くボタンを押した者のみに解答権が与えられる早押しクイズと、全員に解答権が与えられるクイズがあり、いずれも選択した解答の正解・不正解によって得点が上下する。不正解により得点がマイナスとなることもあり、各解答者の得点は通常は白字、マイナス時は赤字で表示される。
モードは、クイズ番組のようにいくつかの出題形式に連続で挑戦する「TVだ!MEGA Q」と、好きな出題形式で遊ぶ「えらんで!MEGA Q」がある。「TVだ!MEGA Q」には、さらに「予選」「本番」「特番」の3つのモードがあり、出題形式の構成やCPUの強さが変化する。
「TVだ!MEGA Q」モードでは、解答者は「タイムアタッククイズ」を除き常に5人で、参加プレイヤーが5人に満たない場合は、不足分の解答者を後述するCPUキャラクターが担当する。全員0点からスタートし、最終コーナーの「ジャンル選択クイズ」の出題が終了した時点で最も得点の高い解答者が優勝となる。最高得点獲得者が複数いた場合は「同点決勝早押しクイズ」が出題され、正解者が優勝となる。
「えらんで!MEGA Q」モードでは、解答者は1人から5人までで、CPUキャラクターは登場しない。ひとつの出題形式を、任意の勝利条件、問題数、制限時間を設定して遊ぶことができる。

## 出題形式
以下の出題ルールは、「TVだ!MEGA Q」モードのものに準じて説明する。
ノーマル早押しクイズ
通常の早押しクイズ。「本番」モードで、オープニングクイズとして3問出題される。正解は10点、不正解は-10点。
目で見る早押しクイズ
早押しクイズだが、問題文が「1文字ずつ表示」「逆から1文字ずつ表示」「点滅して表示」「文字がゆがんだ状態で表示され、徐々に元に戻る」「文字を反転して表示」など、様々な形式で出題される。正解は10点、不正解は-10点。出題数は10問。最終問題では、配点が増える場合もある。
ペーパークイズ
全員に解答権があるクイズ。120秒間に次々に出題される問題に解答する。全員が解答するか、出題から10秒経過すると次の問題に移る。出題終了後、各解答者に1問正解につき10点が加算。
さらに、正解者が1人だった問題は、正解者にゴージャス点が加算され、不正解者（無解答も含む）が1人だった問題は、不正解者から赤点が引かれる。ゴージャス点、赤点の配点は、参加するプレイヤー数によって変動する。
BETクイズ
全員に解答権があるクイズで、「特番」モードのみ出題される。出題前に5秒間のBETタイムがあり、提示されるジャンルを参考に、各解答者が最大30点まで得点を賭ける。スタートボタンを1回押すごとに10点を賭け、現在の得点から引かれる。BETタイム終了後に出題され、全員が解答する。正解は賭け点の2倍を加算、不正解は0点。出題数は10問。
最終問題は50点まで賭けられる。ジャンルは表示されないが、効果音で判別することは可能となっている。
全員参加クイズ
全員に解答権があるクイズ。問題文のみが先に表示され、司会者の「レディ・Q!」の掛け声に合わせて解答する。解答の選択肢は「Q」の直前に表示される。制限時間は約5秒間。正解者の得点は、一番早く正解した者は40点（最終問題は100点）、以下、早い順に30点、20点、10点、0点となる。不正解・無解答は一律-10点。出題数は10問。
ジャンル選択クイズ
最終コーナーにふさわしく、大逆転も可能な早押しクイズ。5つのジャンルが提示され、それぞれに10点、20点、30点、40点、50点、100点の6問が用意される。前の問題の正解者（第1問と不正解・無解答時は司会者）がジャンルを選択し、各ジャンルの配点の低い問題から順番に出題される。解答者の正解・不正解に応じて、配点分が加点・減点される。出題数は20問。
タイムアタッククイズ
賞品を賭けて挑戦する、優勝者専用のクイズ。プレイヤーが優勝できなかった場合は割愛される。120秒間に次々に出題される問題に解答する。0点からスタートし、正解は10点、不正解は-10点。1問あたりの制限時間はなく、スタートボタンを押すと減点なしで問題をパスできる。
賞品はあくまでゲームとしての演出であるが、最終的な得点が高いほど賞品も豪華になっていく。「本番」モードでは280点で最高賞品を獲得、「特番」モードでは300点で真の最高商品を獲得する。最高賞品を獲得すると、エンディング前に特別な演出が挟まれる。

## 登場キャラクター
得意ジャンルが「?」となっているのは、説明書に記載がないキャラクター。
タイガー厄斗
クイズ番組「MEGA Q」の司会兼出題を務める、サングラスをかけた男性。クイズの判定は厳正ながら、ハイテンションかつ砕けた口調で番組を盛り上げる。
芽我虎一郎太／平二／耕三／研四郎／五作
プレイヤーの分身となるキャラクターで、芽我虎（めがどら）家の5つ子兄弟という設定。外見も全員同じである。研四郎のみ関西弁を使う。
爆裂小僧
得意ジャンル：マシン
暴走族「罵流鬼璃（ばるきり）」の切り込み隊長の男性。正解するとチェーンを振り回す。
早押しは並レベル。得意ジャンルの「マシン」を除き、正解率は低い。
プロテイン青働
得意ジャンル：スポーツ
上半身裸の筋肉質の男性。
早押しは圧倒的に早いが、正解率はかなり低い。場を荒らしがちなキャラクター。
ダビデ王／シャーレマン大帝／キング・シーザー／アレキサンダー大王
得意ジャンル：なし
正真正銘の王様であるという設定。説明書ではアレキサンダー大王と記載されているが、上記の他の名前で登場することもある。名前はトランプのキングのモデルとされる人物で、外見もトランプのキングに近い。
早押しは遅く、正解率も低い。わがままな性格で、あまりに成績が悪い場合には途中で帰ってしまうという演出が挟まれることもある。その後は彼の席にナマケモノと思わしき動物が着席する。
「特番」モードに登場した場合は、強豪キャラクターに変貌する。
戸川美由
得意ジャンル：言葉・数・科学・社会・雑学以外
新曲のPRのために出演した女性アイドル歌手。さすがにテレビ慣れしており、カメラへのアピールを欠かさない。
早押しは並レベル。教養系のジャンルは苦手だが、それ以外のジャンルでの正解率は高い。
春麻紀
得意ジャンル：芸能・生活・アニメ・ゲーム
ラファル女学院に通う女子高生。知力は高いが、プリティなボケをかますこともある。
早押しはそこそこ早く、正解率も比較的高い。
金田一秋彦
得意ジャンル：言葉、社会、雑学
言語学を専門とする、大学教授の中年男性。メガネと口髭が特徴的。気難しく、番組中は嫌味を連発する。名前は、言語学者の金田一春彦のパロディと思われる。
早押しはやや遅いものの、正解率が非常に高い。特に文系ジャンルでの強さは非の打ちどころがない。
根平飛右吾
得意ジャンル：?
SF小説家の中年男性。金田一秋彦に類似した外見だが、口髭が無い。名前は、SF小説に関する賞のネビュラ賞とヒューゴー賞のもじりと思われる。
クイズの強さは、金田一秋彦とほぼ同様。
Mr.ペリー
得意ジャンル：社会・マシン・芸能・音楽
眼帯をあてた冒険家の男性。海軍出身で、本物のペリーにあこがれているという設定。正解すると機関銃を連射する。
早押し、正解率ともに優秀な強敵。苦手ジャンルに関しては穴が見られる。
秋舞
得意ジャンル：?
美羅樹（みらーじゅ）女子高にて学年トップの成績を誇る女子高生。「特番」モードに登場。春麻紀がメガネをかけたような外見。
「特番」専用のキャラクターとあって、早押し、正解率ともに非常に優秀。
麻黒林天海
得意ジャンル：?
数学者の中年男性。「特番」モードに登場。金田一秋彦からメガネと口髭を取ったような外見。名前は、数学で用いられるマクローリン展開のもじりと思われる。
秋舞と同じく、早押し、正解率ともに非常に優秀なキャラクター。

## 続編
パーティークイズ MEGA Q 2022
2022年10月27日にセガから発売の復刻ゲーム機・メガドライブ ミニ2に収録。ゲーム内容は原作と全く同じだが、問題は当時アトラス所属の宮崎浩幸が制作した、2022年現在の内容に即した3500問に差し替えられている。キャラクター名やセリフ、賞品など、演出の一部にも変更がある。
パーティークイズ SEGA Q
同じくメガドライブ ミニ2に収録。問題はすべてセガ関連の2000問に差し替えられている。こちらも原典からのグラフィックと演出の変更があり、司会者としてセガ・インタラクティブ所属の光吉猛修が一部音声付きで登場する。